# Piério
Piério (em latim: Pierius) foi um padre cristão e provavelmente foi o chefe da escola catequética de Alexandria, conjuntamente com Áquila de Alexandria. Ele se tornou famoso no período em que Teonas era o bispo de Alexandria e morreu em Roma após 309 d.C. O Martirológio Romano o comemora em 4 de novembro.
Sua habilidade como um escritor exegeta e um pregador ganhou-lhe o epíteto de "Orígenes, o Jovem" . Filipe de Side, Fócio e outros afirmaram que ele era um mártir. Porém, como Jerônimo nos assegura que ele sobreviveu à perseguição de Diocleciano e passou o resto de sua vida em Roma (biografia 76 em De Viris Illustribus), o termo "mártir" só pode significar que ele passou por muitos tormentos, ainda que não a morte, por sua fé.

## Obras
Ele escreveu uma obra (biblion) composta por doze trabalhos ou sermões (logoi), em algumas repetindo alguns pontos dogmáticos atribuídos à Orígenes por alguns estudiosos, como o da subordinação do Espírito Santo ao Pai e Filho e a pré-existência das almas humanas. Seus sermões conhecidos sãos: um sobre o Evangelho de Lucas (eis to kata Loukan); um sermão de Páscoa sobre Oseias (eis to pascha kai ton Osee); um sermão sobre a Mãe de Deus (peri tes theotokou); uns outros poucos sermões de Páscoa; uma eulogia sobre São Pânfilo, que foi um dos seus discípulos (eis ton bion tou hagiou Pamphilou).